# اچ‌ام‌اس ئی۱۱
اچ‌ام‌اس ئی۱۱ (به انگلیسی: HMS E11) یک زیردریایی است که طول آن ۱۸۱ فوت (۵۵ متر) می‌باشد. این زیردریایی در سال ۱۹۱۴ ساخته شد.